# Limnophora minutifallax
Limnophora minutifallax är en tvåvingeart som beskrevs av Lin och Xue 1986. Limnophora minutifallax ingår i släktet Limnophora och familjen husflugor. Inga underarter finns listade i Catalogue of Life.